# Emmanuel Kundé
Emmanuel Jérôme Kundé (Ndom, 15 de julho de 1956 – 
Iaundé, 16 de maio de 2025) foi um futebolista camaronês. Ele competiu nas Copa do Mundo de 1982 e 1990, na qual Camarões terminou na 17ª em 1982 e 7ª colocação em 1990.

## Morte
Kundé morreu na madrugada do dia 16 de maio de 2025, aos 68 anos.